# Deborah Tannen

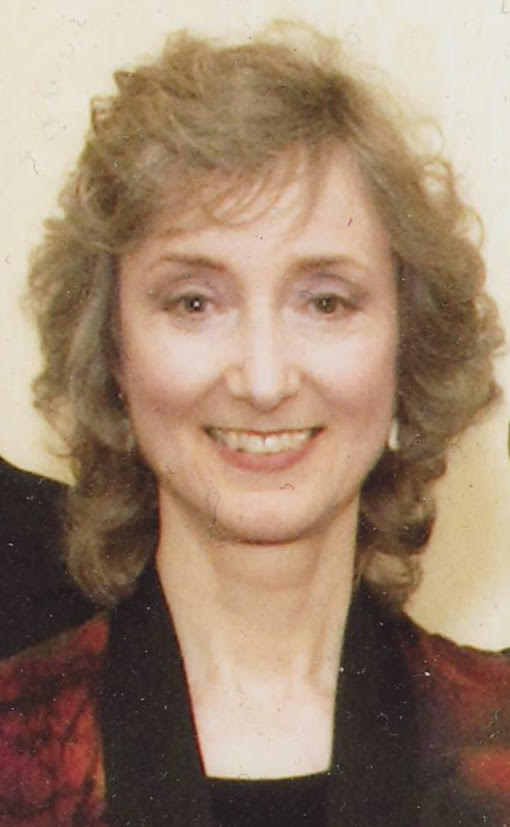
Deborah Tannen (2013)

Deborah Frances Tannen, född 7 juni 1945 i Brooklyn, New York, är en amerikansk professor i sociolingvistik och författare. Hon har skrivit förutom vetenskapliga verk flera bästsäljande populärvetenskapliga böcker om språkvetenskap och kommunikation. Hon har dessutom skrivit poesi, dramatik och essäistik.
Hon avlade 1966 sin grundexamen (B.A.) vid State University of New York, Binghamton. Sedan avlade hon 1970 sin första masterexamen vid Wayne State University. Därefter avlade hon 1976 ytterligare en masterexamen och slutligen 1979 doktorsexamen (Ph.D.) vid University of California, Berkeley.
Hon fick 1990 sitt populärvetenskapliga genombrott med boken You Just Don't Understand. Den var i åtta månader nummer ett bästsäljande faktabok på New York Times bestsellerlista och den översattes till 29 språk.
2006 gavs You're wearing THAT?: Mothers and Daughters in Conversation  ("Den där kan du väl inte ha? - Att förstå hur mödrar och döttrar samtalar") ut.